# Pierre Puvis de Chavannes
Pierre Puvis de Chavannes (ur. 14 grudnia 1824 w Lyonie, zm. 24 października 1898) – francuski malarz, jeden z przedstawicieli nurtu symbolicznego w sztuce.
Z jego twórczości najbardziej są cenione obrazy znajdujące się w Amiens, paryskim ratuszu i Panteonie, w Poitiers, w Marsylii, na Sorbonie i w bibliotece w Bostonie, które wykonane są na płótnie przyklejonym na ścianę. Puvis de Chavannes nie malował fresków.
Jego obraz Biedny rybak (1881, Musée d’Orsay, Paryż) został wykorzystany w powieści Stefana Żeromskiego „Ludzie bezdomni”.